# Loeseliastrum
Loeseliastrum é um género botânico pertencente à família Polemoniaceae.
1. ↑  «Loeseliastrum — World Flora Online». www.worldfloraonline.org. Consultado em 19 de agosto de 2020